# Sångtjärnen
Sångtjärnen är en sjö i Härjedalens kommun i Härjedalen och ingår i Ljusnans huvudavrinningsområde. Sjön har en area på 0,155 kvadratkilometer och ligger 585,2 meter över havet.

## Delavrinningsområde
Sångtjärnen ingår i det delavrinningsområde (693099-136740) som SMHI kallar för Ovan VDRID = 678846-157106 i Ljusnans vattendrags*. Medelhöjden är 609 meter över havet och ytan är 19,48 kvadratkilometer. Räknas de 287 avrinningsområdena uppströms in blir den ackumulerade arean 2 396,92 kvadratkilometer. Avrinningsområdets utflöde Ljusnan mynnar i havet. Avrinningsområdet består mestadels av skog (88 procent). Avrinningsområdet har 0,15 kvadratkilometer vattenytor vilket ger det en sjöprocent på 0,8 procent.